# مجموعة الحوار في غرفة المعيشة بين اليهود والفلسطينيين
مجموعة الحوار في غرفة المعيشة اليهودية الفلسطينية هي مجموعة لحل النزاعات بطريقة غير عنيفة تأسست عام 1992 في سان ماتيو، كاليفورنيا. انعقد اجتماعها الأول في أحد المساكن المحلية. اعتبارًا من سبتمبر 2019، ظلت المجموعة نشطة واستمرت في الاجتماع شهريًا في منازل الأعضاء. إن أسلوب حل النزاعات وجهاً لوجه، الذي صممته مجموعة الحوار هذه، أصبح موضع اهتمام متزايد على مستوى العالم من جانب المعلمين والباحثين والصحفيين والناشطين والمدربين والاستراتيجيين، بما في ذلك وزارة الخارجية الأميركية، التي توزع الأفلام التعليمية التي تنتجها مجموعة الحوار في أفريقيا.
قام أعضاء المجموعة بمبادرة وتقديم الدعم التيسيري في الندوات والمؤتمرات والتجمعات الشبابية، وإنشاء إرشادات التيسير المطبوعة والفيديو، والاستجابة لطلبات المقابلات الإعلامية. زاد الاهتمام بأعمالهم في وسائل الإعلام الوطنية خلال انتفاضة عام 2000. ألقى المؤسسون المشاركون للمجموعة خطاب التخرج لعام 2017 في جامعة نوتردام دي نامور، "قصص التغيير: خلق ثقافة الاتصال في قرن المواطنين".

## البدايات
وكان الحافز الأولي لتشكيل مجموعة الحوار هو نماذج التعايش التي ظهرت في ثمانينيات القرن العشرين في الشرق الأوسط وأفريقيا. ومن الأمثلة على ذلك: نيف شالوم ~ واحة السلام، وهي قرية تعيش فيها عائلات يهودية وفلسطينية إسرائيلية وتتعلم معًا، وكوينونيا جنوب أفريقيا، التي أسسها القس نيكو سميث خلال سنوات الفصل العنصري، والتي جمعت الآلاف من السود والبيض معًا لمشاركة الوجبات والقصص، وأحيانًا في الأماكن العامة معرضين حياتهم للخطر. تم تكريم المبادرتين معًا خلال حفل توزيع جوائز ما بعد الحرب في سان فرانسيسكو عام 1989. كلمة كوينونيا تعني "الانتماء معًا" أو "الشركة من خلال المشاركة الحميمة"
يتمتع العديد من أعضاء مجموعة الحوار هذه بجذور عميقة في مبادئ وتقاليد التعليم لحركة ما بعد الحرب في الثمانينيات، والتي خلفتها مؤسسة المجتمع العالمي، الراعي المالي الأول للمجموعة. تم تقديم الدعم للرقابة المالية لاحقًا من قبل مركز حل النزاعات في شبه الجزيرة.
في عام 1991، قام العديد من مؤسسي مجموعة الحوار، الذين عملوا مع مؤسسة ما وراء الحرب ومركز ستانفورد للصراع والمفاوضات، بجمع قادة المواطنين الفلسطينيين والإسرائيليين الذين صاغوا ووقعوا على "إطار عملية السلام العامة".

## نموذج حوار غرفة المعيشة

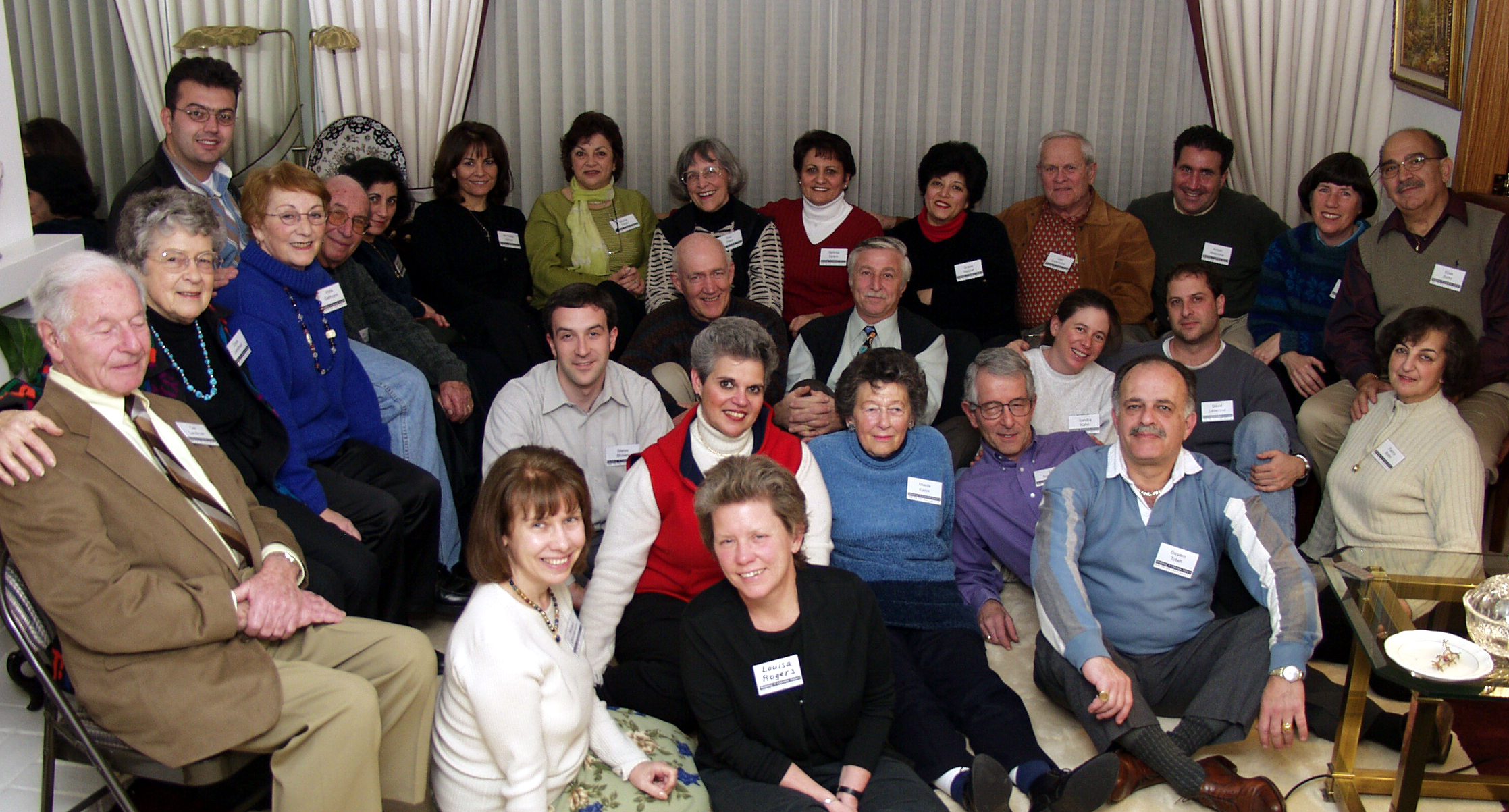
مجموعة حوار غرفة المعيشة اليهودية الفلسطينية

وفي إطار المشاركة في بناء السلام، كان المشاركون الأوائل من النساء والرجال المسلمين واليهود والمسيحيين في مجموعة الحوار عازمين على تصدير الحلول، بدلاً من استيراد المشاكل. وكان هدفهم هو إنشاء نموذج كثيف الاستخدام البشري ـ وليس كثيف الاستخدام للمال ـ وسهل التكرار، ويمكن تنفيذه في المنزل ليكون موازياً ومكملاً لعملية السلام الحكومية في الصراع الإسرائيلي الفلسطيني وكذلك في مناطق أخرى من العالم. بحلول عام 1993، كان المفاوضون الحكوميون يوضحون مناشدتهم الخاصة للمشاركة الإلزامية للمواطنين والحاجة إلى الإبداع في برامج "من الشعب إلى الشعب"، كما هو موجود في الملحق السادس من اتفاقيات أوسلو لعام 1993.
كما تم تصميمه، فإن تنسيق مجموعة الحوار في غرفة المعيشة يعطي شكلاً ديناميكيًا للنموذج الناشئ للأمن البشري الذي يركز على الإنسان والذي يتحدى المفاهيم التقليدية للأمن الوطني الذي يركز على الحكومة ويركز على الاستقرار المستدام على مستوى الدولة والإقليم والعالم.

## وسائل التغيير
تنظر مجموعة الحوار إلى التغيير من منظور ثنائي - مكون "لا" ومكون "نعم". في حين أن الحوار يحدد مكون "لا" - ما هو خاطئ، ومتفكك، ويحتاج إلى تصحيح - فإن الهدف الأكبر منه هو تجسيد ورسم صورة لـ "نعم". والهدف هو التركيز بشكل أقل على القديم والعفا عليه الزمن - ما لا يعمل - والمزيد على نمذجة المكون الجديد، "نعم" الذي يعمل لصالح الجميع. وتتمثل التجربة المستمرة لمجموعة الحوار في أن التغيير يبدأ في دوائر صغيرة من المبدعين المحليين والمبدعين في مجال الثقافة.
إن وسيلة التواصل لتعزيز العلاقات، وإطلاق العنان للإبداع، وإحداث التغيير هي الحوار، بنوعية الاستماع من أجل التعلم. في حين أن عمل الحوار مصمم لتعميق وتعزيز دوائر العلاقات، فإنه لا ينبغي الخلط بينه وبين المحادثة الآمنة غير الرسمية أو المناقشة العدائية التي يكون فيها الطرفان مربحين أو خاسرين. علاوة على ذلك، فإن مساهمة هذا النوع من الحوار في تحويل الصراعات لا تكمن في حل الصراعات أو المداولة. بل إن هذا النوع من الحوار يستخدم للتعريف بجميع الأشخاص الموجودين في الغرفة وتعريفهم بهم وإضفاء الطابع الإنساني عليهم وتكريمهم والتعاطف معهم، بحيث يمكن بعد ذلك حل النزاعات والمداولة على أساس متين. وتبدأ عملية الحوار على وجه الخصوص باستكشاف قصة حياة كل شخص، لأنه في كثير من الحالات "العدو هو الشخص الذي لم نسمع قصته". إن النتيجة المفيدة لهذا النوع من الحوار هي تقليل الإذلال والتمييز الطبقي على نطاق واسع على الأرض كما حدده روبرت دبليو فولر.
إن نهج الدبلوماسية المسار الثاني ليس حلاً سريعًا بل يتطلب الوقت، وبالتالي يُشار إليه بحق بالحوار المستدام، كما حدده الدكتور هارولد هـ. (هال) سوندرز. وتستمر الممارسات المفيدة لهذا التواصل بين الثقافات في التحسن، مستفيدة من أفضل ما في حوار بوم، والحوار بين الأديان، والحوار العالمي المستمر بين الحضارات.

## أنشطة
وقد تم الاعتراف بالمساهمات التي قدمتها هذه المجموعة الحوارية في الجهود المتوسعة لاختيار الحوار بدلاً من الصراع في دليل مجموعات الحوار العربية/اليهودية/الفلسطينية الذي نشره مركز العدالة التصالحية وصنع السلام في جامعة مينيسوتا. يسعى المشاركون في مجموعة الحوار هذه دائمًا إلى توسيع الشبكة، ويتواصلون يوميًا وجهًا لوجه وعن طريق البريد الإلكتروني والهاتف وسكايب مع المواطنين في جميع أنحاء العالم لتشجيع المجموعات الجديدة وتقديم إرشادات توضيحية مصورة ومكتوبة (ملف pdf). تنشر مجموعة الحوار هذه بانتظام تقارير عبر البريد الإلكتروني حول قصص النجاح العالمية فيما يتعلق بتوسيع نطاق عملية السلام العامة.

### إنشاء وتوزيع الأدوات التعليمية وأدلة التعليمات
وتستند طريقة الحوار إلى حكمة إيلي ويزل : "يصبح الناس القصص التي يسمعونها والقصص التي يروونها". ويتم توثيق نجاحات بناء السلام التي تنطلق من الحوار في الأفلام وغيرها من أدوات التعليم المتاحة لبناء المجتمع. تتضمن الوثائق التي أنشأتها المجموعة وتم توزيعها مجانًا لاستخدام الآخرين ما يلي: وصفات فلسطينية ويهودية للسلام، أنشطة المخيم لبناء العلاقات (pdf)، عملية السلام العامة للتغيير (pdf)، لقاء محمد: بداية الحوار اليهودي الفلسطيني (pdf)، القصة كمدخل إلى العلاقة: دليل المعلم (pdf)، إشراك الآخر: دليل المعلم (pdf) وانظر أيضًا الأطروحات والوثائق ذات الصلة للآخرين. ويحافظ الحوار أيضًا على صفحة موارد ويب تشير إلى رسومات متعددة اللغات يمكن استخدامها من قبل مجموعات أخرى ترغب في استخدام الحوار كأداة للتواصل.

### تم إطلاق مجموعات الحوار ودعمها
تستمر العديد من مساعي الحوار وبناء العلاقات في الظهور والتعميق بمساعدة مجموعة الحوار هذه: بناء الجسور في غرب نيويورك، مشروع الحوار في بروكلين، مجموعة الحوار الفلسطيني اليهودي في هيوستن، الحوارات اليهودية العربية في أتلانتا، الحوار اليهودي الفلسطيني في غرفة المعيشة في سان دييغو، الموثق في الفيلم، "الحديث عن السلام"، نادي أبناء عمومة غرب لوس أنجلوس، مشروع حوار مونماوث: المؤسس صليبا سرسار، حفلات عشاء من أجل السلام - أوتاوا، تحالف السلام النسائي العربي/اليهودي، مجموعة الحوار في مونتريال، ونادي أبناء عمومة الفلسطينيين، اليهود يسعون إلى السلام.

### المبادرات والدعم الدولي

#### الكاميرون
التعاطف العالمي

#### أبيدجان، كوت ديفوار – ساحل العاج
المصالحة القبلية دوزوس غيري
إضفاء الطابع الإنساني على المواطنين المهقين ودمجهم

#### ولاية باوتشي في نيجيريا
مشاركة أعضاء منظمة العمل المتقدم للحفاظ على الأنواع الأصلية. (FACIS) في المؤتمر الذي عقد في جوس، ولاية بلاتو، نيجيريا أعطى هذه المجموعة الثقة لجمع الرجال والنساء المسلمين والمسيحيين للحوار.

#### جوس، ولاية بلاتو، نيجيريا
الحوار في نيجيريا: المسلمون والمسيحيون يصنعون مستقبلهم معًا

#### جمهورية سنغافورة
حوار مدرسي في سنغافورة عبر سكايب

### المبادرات الإضافية المدعومة
رحلات بين الثقافات

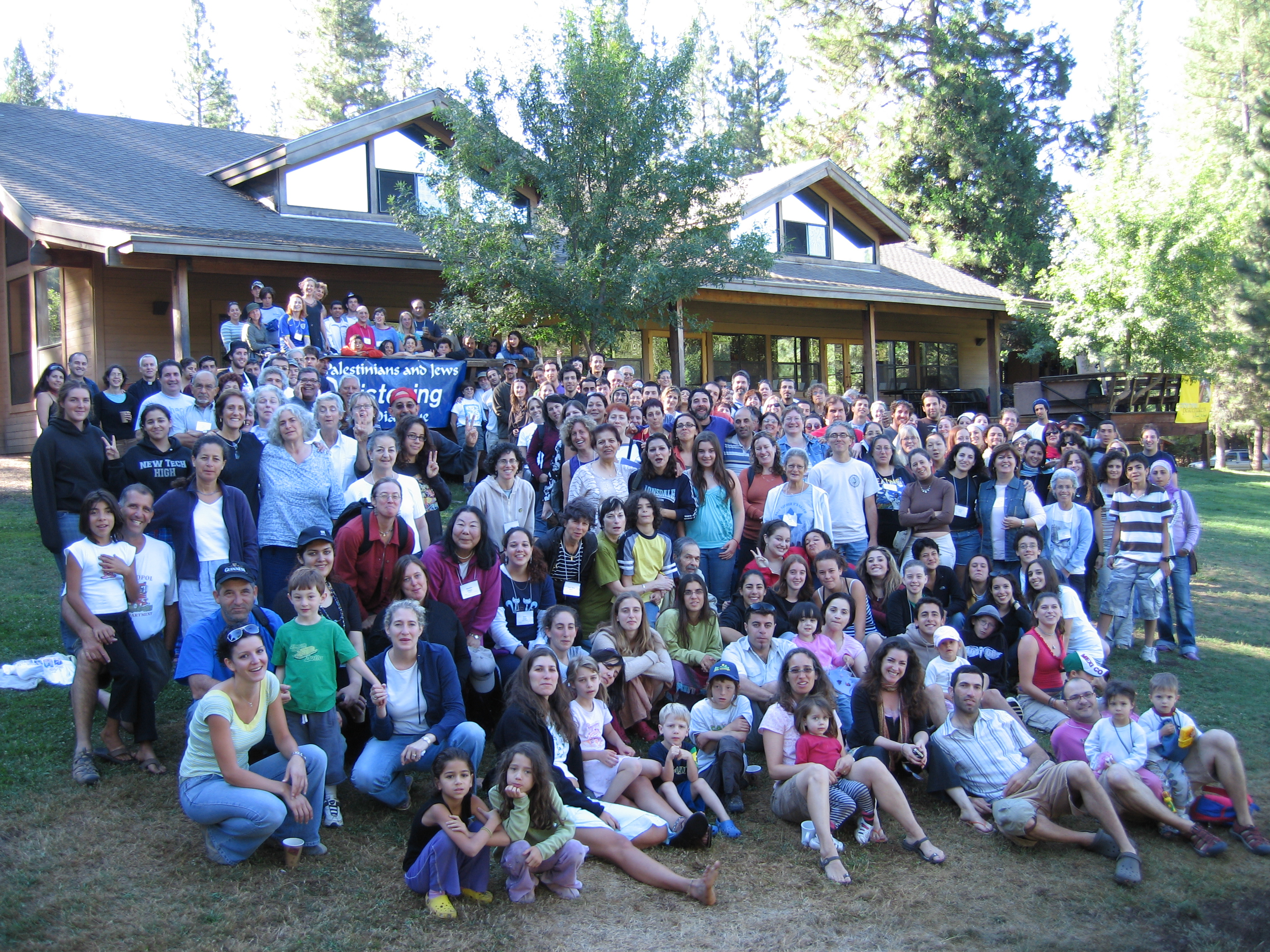
معسكر صانعي السلام العائلي الفلسطيني اليهودي
من عام 2003 إلى عام 2007، تعاونت مجموعة الحوار مع معسكر تاونجا لجمع مئات المسلمين واليهود والمسيحيين، والشيوخ والبالغين والشباب من 50 مدينة مختلفة في فلسطين وإسرائيل للعيش معًا بنجاح والتواصل مع بعضهم البعض في معسكر صانعي السلام العائلي الفلسطيني اليهودي - أوسيه شالوم - صانع السلام.
وشارك في الورشة مقاتلون مسلحون سابقون من جانبي الصراع. عمل الحضور معًا على تجاوز الصور النمطية في محاولة لتكريم بعضهم البعض وإظهار كيف يبدو التعايش السلمي وجهاً لوجه. عاد المشاركون إلى الشرق الأوسط لبدء أو توسيع مبادراتهم الناجحة لبناء العلاقات بما في ذلك: معهد عربة للدراسات البيئية، جيفات حبيبة، جمعية اللقاء بين الأديان، مقاتلون من أجل السلام، نيف شالوم ~ واحة السلام، مدرسة نير للقلب، طفل السلام إسرائيل، و مشروع صلحة للسلام.

## فيلم وثائقي

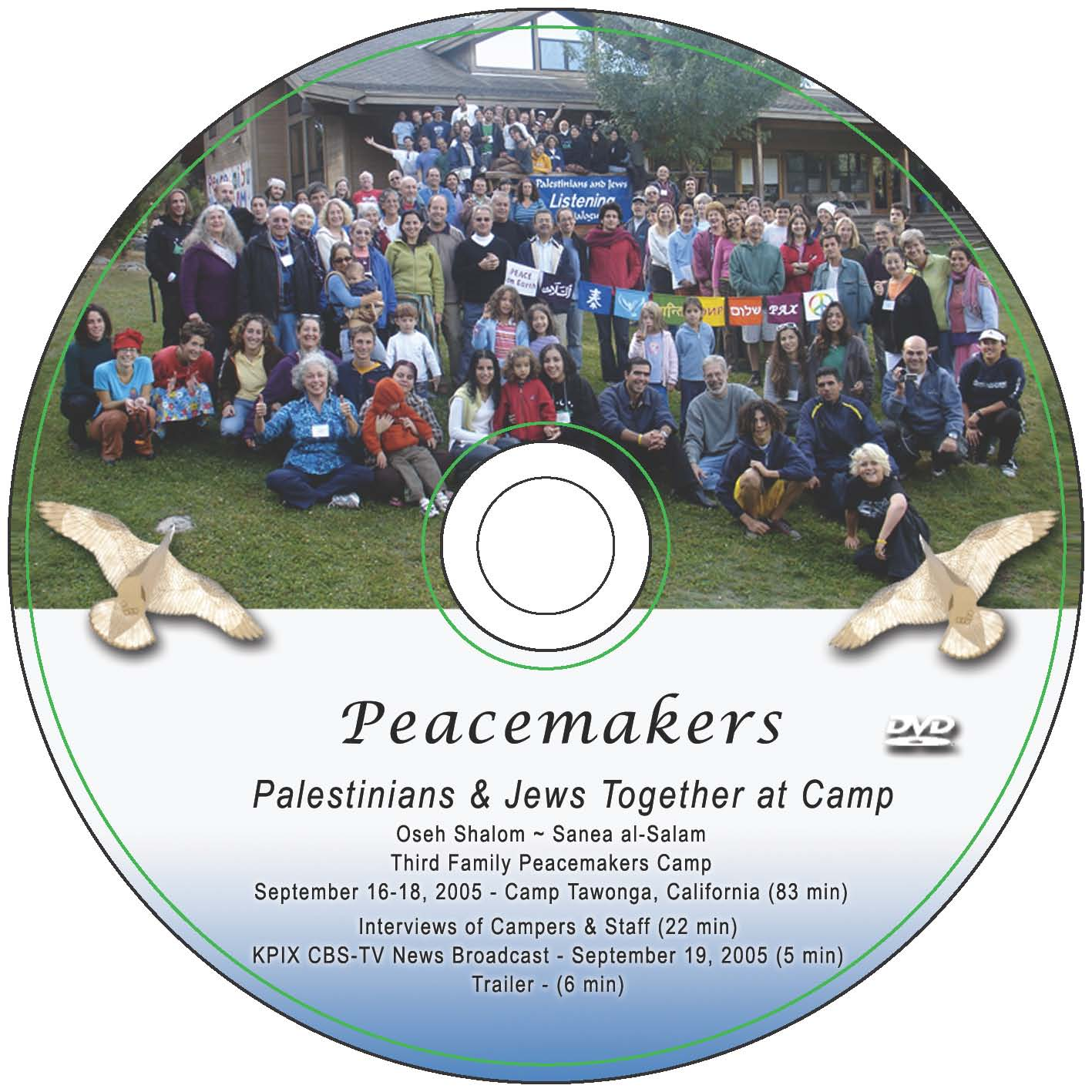
صناع السلام: فلسطينيون ويهود معًا في المخيم (2007)

توثق مجموعة متنوعة من الأفلام تجارب مجموعة الحوار المحلية والدولية. لقد تم طلب أكثر من 13000 قرص DVD من جميع القارات وكل ولاية أمريكية بما في ذلك مواطنين من 2594 مؤسسة و2601 مدينة في 82 دولة بما في ذلك 20 دولة في أفريقيا. تتضمن الأفلام ما يلي:
- صناع السلام : فلسطينيون ويهود معًا في المخيم[58]
- حوار في مدرسة واشنطن الثانوية[59] يتبع طلاب الصف العاشر مثال فلسطيني ويهودي لإقامة علاقات جديدة.
- عبور الخطوط في فريسنو[60] في عام 2009، انخرط ثمانون من الشباب والبالغين المتنوعين في حوار أصيل مع نوعية جديدة من الاستماع للتعلم. وجهاً لوجه، اختبروا أن "العدو هو من لم نسمع قصته". يمكن تكرار هذه الأمسية العامة في فريسنو، كاليفورنيا، في أي مكان على وجه الأرض، كخطوة أولى نحو بناء مجتمع.
- الحوار في نيجيريا: المسلمون والمسيحيون يصنعون مستقبلهم هذا الفيلم الحائز على جائزة، وثق المؤتمر الدولي الثاني للشباب والتواصل بين الأديان الذي عقد في جوس، نيجيريا عام 2010. كان الفيلم والمؤتمر الذي حضره 200 رجل وامرأة أفريقيين متنوعين نتيجة تعاون دولي بين مؤسسة العصر الجديد للدعم التعليمي والخيري ومجموعة الحوار في غرفة المعيشة اليهودية الفلسطينية، كاليفورنيا، الولايات المتحدة الأمريكية. وبالإضافة إلى ذلك، يمكن رؤية الدعم والمشاركة من جانب أعضاء مجموعة الحوار في هذا الجهد لتكريم المصابين بالمهق ودمجهم في المجتمع الوطني على اللافتة الموجودة في خلفية نشرة الأخبار الوطنية لبرنامج "دوتي ديفوار" التي تبلغ مدتها دقيقتين ونصف.[61]
- 20 عامًا من الحوار في غرفة المعيشة الفلسطينية اليهودية (1992–2012)[62] يؤرخ هذا الفيلم الشعبي، ومدته 48 دقيقة، والذي أنتج عام 2012، لتاريخ الحوار في غرفة المعيشة اليهودية الفلسطينية على شبه جزيرة سان فرانسيسكو في شمال كاليفورنيا، الولايات المتحدة الأمريكية على مدى 20 عامًا. يوثق الكتاب جذوره التاريخية في ثمانينيات القرن العشرين، وبداياته خطوة بخطوة منذ عام 1992، والمشاريع والتقدم الذي أحرزته، على المستويين الوطني والدولي، والتي بدأها وأشرف عليها عدد قليل من النساء والرجال والشباب المسلمين والمسيحيين واليهود.
- رؤية إبراهيم: يوم التخرج![63] في يوم الأحد 13 يونيو 2010، استضافت جامعة سان فرانسيسكو طلاب المدارس الثانوية المسلمين واليهود الخريجين من برنامج الوحدة الذي استمر لمدة عام في إطار رؤية إبراهيم. تمكن تسعة وثلاثون مراهقًا من التعرف بنجاح على المسلمين واليهود والإسلام واليهودية، بينما تمكنوا من تعزيز العلاقات فيما بينهم ومع مجتمعاتهم وتقاليدهم الدينية.

## كتب مرجعية لأنشطة مجموعة الحوار في غرفة المعيشة اليهودية الفلسطينية
- ما وراء الرصاص والقنابل - بقلم جوديث كوريانسكي، براجر، 2007، ص 11. 128
- التواصل مع العدو: قرن من اللاعنف المشترك الفلسطيني الإسرائيلي - بقلم شيلا هـ. كاتز، مطبعة جامعة تكساس، 2016، ص 11. 145
- توليد المغفرة وبناء السلام من خلال الحوار الصادق - بقلم هيلاري روزمان، دار نشر دينيتي، 2013، ص 11. 411
- النساء الشجاعات يفوزن: كيف تكونين شجاعةً وتنطلقين - بقلم بات أوبوتشوسكي، دار نشر ريفر جروف، 2017، ص 11. 47
- الإيمان التفاعلي: الدليل الأساسي لبناء المجتمع بين الأديان - بقلم باد هيكمان، ديرك فيكا، روري بيكر نيس، مسارات سكاي لايت، 2010، ص. 226 (الملحق)
- الحوار بين المجموعات: الديمقراطية التداولية في المدرسة والكلية والمجتمع ومكان العمل - بقلم ديفيد شوم وسيلفيا هورتادو، مطبعة جامعة ميشيغان، 2001، ص 11. 349
- كومونيكاسي: سيربا أدا سيربا ماكنا - بقلم أوليه ألو ليليويري، كينكانا (جاكرتا)، 2011، ص. 402
- العيش بعد الحرب: دليل المواطن - تأليف وينسلو مايرز، دار نشر أوربيس، 2009، ص 11. 137
- لا مزيد من الأعداء - بقلم ديب رايش وجوشوا جوشوا ورايش، 2011، ص. 336
- العرق: قصتي والخلاصة الإنسانية - بقلم ل. جواكين نايل، يونيفرس، 2014، ص. 360
- حل الصراعات والمشاكل المجتمعية: المداولات العامة والحوار المستدام - بقلم روجر أ. لوهمان (المحرر)، جون فان تيل (المحرر)، مطبعة جامعة كولومبيا (22 نوفمبر 2010)، ص. 19
- مقاطعة سان ماتيو: تاريخ يمتد لمائة وخمسين عامًا - بقلم ميتشل بوستيل، دار نشر ستار، 2007 - ص. 167
- العمل الاجتماعي مع المجموعات: العدالة الاجتماعية من خلال التغيير الشخصي والمجتمعي والمجتمعي - بقلم ن. سوليفان، ل. ميتشل، د. جودمان، ن. ك. لانج، إي. إس. ميسبور؛ روتليدج، ٢٠٠٢
- التحدث معًا: المداولات العامة والمشاركة السياسية في أمريكا - بقلم لورانس ر. جاكوبس، فاي لومكس كوك، مايكل إكس. ديلي كاربيني؛ مطبعة جامعة شيكاغو، 2009، ص. 141
- دليل الممارسة المجتمعية - بقلم ماري ويل (محرر)، مايكل إس. (ستيوارت) رايش (محرر)، ماري إل. أوهمر (محرر)، منشورات سيج، المحدودة؛ الطبعة الثانية (23 سبتمبر 2014)، ص. 452
- الوحدة في التنوع: الحوار بين الأديان في الشرق الأوسط - بقلم م. أبو نمر، أ. خوري، إي. ويلتي، معهد الولايات المتحدة للسلام، 2007، ص. 8
- أنت لست مجنونا كما كنت أعتقد (ولكنك لا تزال مخطئا): محادثات بين ليبرالي متشدد ومحافظ مخلص - بقلم فيل نيسر وجاكوب ز. هيس، دار بوتوماك بوكس. 2016، ص. 200

## روابط خارجية
- مجموعة الحوار بين اليهود والفلسطينيين في غرفة المعيشة
- مؤسسة المجتمع العالمي
- مركز ستانفورد للنزاعات الدولية والتفاوض (SCICN)